# Eriolobus
Eriolobus es un género monotípico de plantas fanerógamas, perteneciente a la familia de las rosáceas. Su única especie: Eriolobus trilobatus, es originaria de Oriente Próximo.

## Descripción
Eriolobus trilobatus es una rara especie de árbol del este del Mediterráneo con una distribución escasa, con varias separaciones. Se extiende desde el Líbano y Siria, a través de Anatolia, hasta el noreste de Grecia y el sureste de Bulgaria. Es uno de los árboles más raros de la flora griega y está catalogado como "Vulnerable" (VU) en el Libro Rojo de las plantas raras y amenazadas de Grecia. En Israel también es considerada rara y está protegida, encontrándose tan sólo en dos localidades.

## Usos
Los frutos silvestres son pomos comestibles, similares a pequeñas manzanas.

## Taxonomía
Eriolobus trilobatus fue descrita por (Labill. ex Poir.) M.Roem. y publicado en Familiarum Naturalium Regni Vegetabilis Monographicae 3: 216, en el año 1847.
Sinonimia
- Crataegus trilobata Labill. ex Poir. basónimo